# Paysandisia
Paysandisia är ett släkte av fjärilar som beskrevs av Constant Vincent Houlbert, 1918. Paysandisia ingår i familjen palmfjärilar, Castniidae.

## Dottertaxa tillPsamathocrita, i alfabetisk ordning[1][2]
- Paysandisia archon (Burmeister, 1880), Palmfjäril